# Балансування двигуна
Балансування двигуна — операція урівноваження динамічних сил від рухомих мас двигуна та тиску робочого тіла, з метою зниження вібрацій та інших навантажень на компоненти двигуна внутрішнього згоряння, а також збільшення продуктивності, ресурсу та надійності всієї силової установки. Найбільш вживаними термінами є первинний баланс і вторинний баланс. Використовуються також баланс першого та другого порядку. Незбалансовані сили всередині двигуна можуть призвести до вібрації.

## Причини дисбалансу

Робочий цикл чотиритактного двигуна

Робота двоциліндрового двигуна

Робота рядного чотирициліндрового двигуна

Хоча деякі компоненти двигуна (наприклад, шатуни) мають складні рухи, усі рухи можна розділити на зворотно-поступальні та обертові компоненти, що допомагає в аналізі дисбалансу.
На прикладі рядного двигуна (де поршні вертикальні), основними зворотно-поступальними рухами є:
- Поршні, що рухаються вгору/вниз
- Шатуни, що рухаються вгору/вниз
- Шатуни рухаються вліво/вправо, коли вони обертаються навколо колінчастого вала, однак бічні вібрації, спричинені цими рухами, набагато менші, ніж вібрації вгору-вниз, спричинені поршнями.[1]

Основними обертовими рухами, які можуть спричинити дисбаланс, є:
- Колінчастий вал
- Розподільні вали
- Шатуни (обертаються навколо кінця поршня відповідно до змінного горизонтального зсуву між поршнем і кривошипом)

Дисбаланс може бути спричинений або статичною масою окремих компонентів, або компонуванням циліндрів двигуна, як описано в наступних розділах.

## Види дисбалансу

### Зворотно-поступальний дисбаланс
Зворотно-поступальний дисбаланс виникає, коли лінійний рух компонента (наприклад, поршня) не скасовується іншим компонентом, що рухається з рівним імпульсом, але в протилежному напрямку в тій самій площині.
Типи зворотно- поступального дисбалансу фаз :
- Невідповідність поршнів, що рухаються протилежно, наприклад, в одноциліндровому або трирядному двигуні.
- Нерівномірний порядок запалювання, наприклад у двигуні V6 без зміщених шатунів

Типи дисбалансу зворотно-поступальної площини:
- Відстань зміщення між шатунними пальцями, що спричиняє хитну пару на колінчастому валу від однакових і протилежних сил згоряння, наприклад, у оппозитному двигуні, трирядному двигуні на 120°, двигуні V4 на 90°, п'ятирядному двигуні, 60° Двигун V6 і поперечний двигун 90° V8.

У двигунах без тактів, що перекриваються (таких як двигуни з чотирма або меншою кількістю циліндрів), пульсації в подачі потужності вібрують двигун навколо осі X, подібно до дисбалансу зворотно-поступального руху.

### Обертовий дисбаланс
Обертовий дисбаланс спричинений нерівномірним розподілом маси на обертових вузлах
Типи дисбалансу обертових фаз:
- Незбалансовані ексцентричні маси на обертовому компоненті, наприклад незбалансованому маховику

Типи дисбалансу обертової площини:
- Незбалансовані маси вздовж осі обертання обертового вузла спричиняють хитну пару, наприклад, якби колінчастий вал опозитного двигуна не включав противаги, маса кривошипів, розташованих на 180° один від одного, спричинила б пару вздовж осі колінчастий вал[2].
- Бічний рух у парах вузлів, що рухаються протилежно, наприклад різниця висоти центру мас у парі вузлів поршень–шатун. У цьому випадку хитка пара спричинена тим, що один шатун коливається ліворуч (під час верхньої половини обертання кривошипа), а другий хитається праворуч (під час нижньої половини), що призводить до виникнення сили ліворуч у верхній частині шатуна. двигун і сила праворуч у нижній частині двигуна.

### Крутильна вібрація

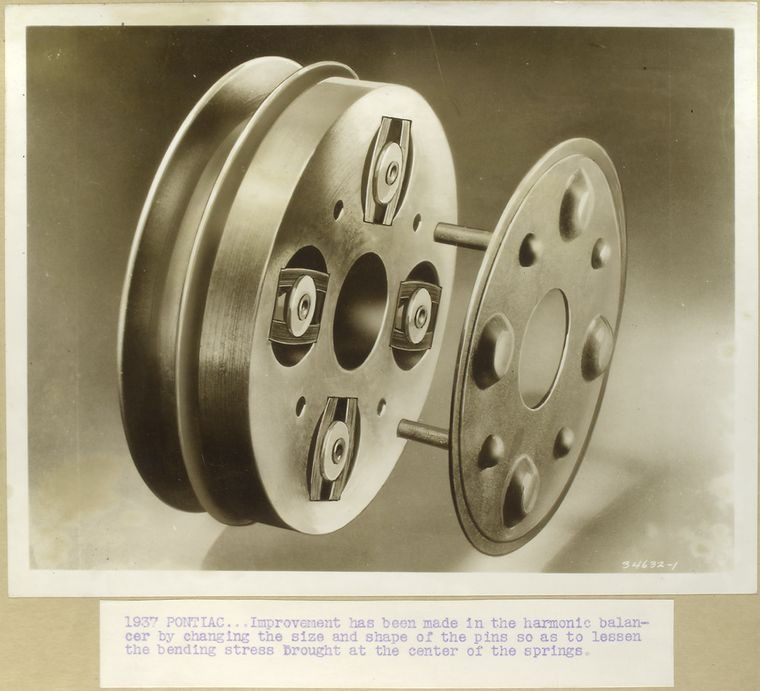
Гармонійний демпфер для двигуна Pontiac 1937 року

Торсійна вібрація виникає, коли імпульси крутного моменту прикладаються до валу з частотою, яка відповідає його резонансній частоті, а прикладений крутний момент і резистивний крутний момент діють у різних точках уздовж вала. Вал має бути сконструйований таким чином, щоб його резонансна частота була за межами проектованого робочого діапазону швидкості, або, якщо це неможливо, наприклад, з міркувань ваги чи вартості, він повинен бути оснащений демпфером.

## Первинний дисбаланс
Первинний дисбаланс викликає вібрацію на частоті обертання колінчастого вала, тобто на основній частоті (першій гармоніці) двигуна.

## Вторинний дисбаланс
Вторинний дисбаланс створює вібрацію з подвійною частотою обертання колінчастого вала.

### Причина

0: Блок двигуна (чорний)
1: поршень (синій)
2: Шатун (зелений)
3: колінчастий вал (синій)

Через кінцеву довжину шатуна рух поршня несиметричний. Кутова швидкість поршня у верхній половині обертання колінчастого вала вища, ніж у нижній половині, а прискорення через верхню мертву точку значно більше, ніж через нижню мертву точку. Таким чином, інерційні сили двох поршнів (і частини шатунів), що рухаються з різницею фаз 180°, не будуть повністю компенсуватися, залишаючи чисту силу, спрямовану вгору, двічі на один оберт кривошипа. Це особливо впливає на 2- та 4-циліндрові рядні двигуни, поршні яких зазвичай розташовані навпроти один одного на плоскому колінчастому валу, що вимагає балансувальних валів у конструкціях із великим об'ємом (понад 2,5 літра).[джерело?] для 4-циліндрів), щоб компенсувати ці сили.
- основний компонент із частотою обертання кривошипа (еквівалентно руху поршня з нескінченно довгим шатуном)
- вторинний компонент, який виникає з подвійною частотою[4] і еквівалентний ефекту кута нахилу шатуна, який знижує положення малого кінця з вертикального положення

### Ефекти та заходи зниження

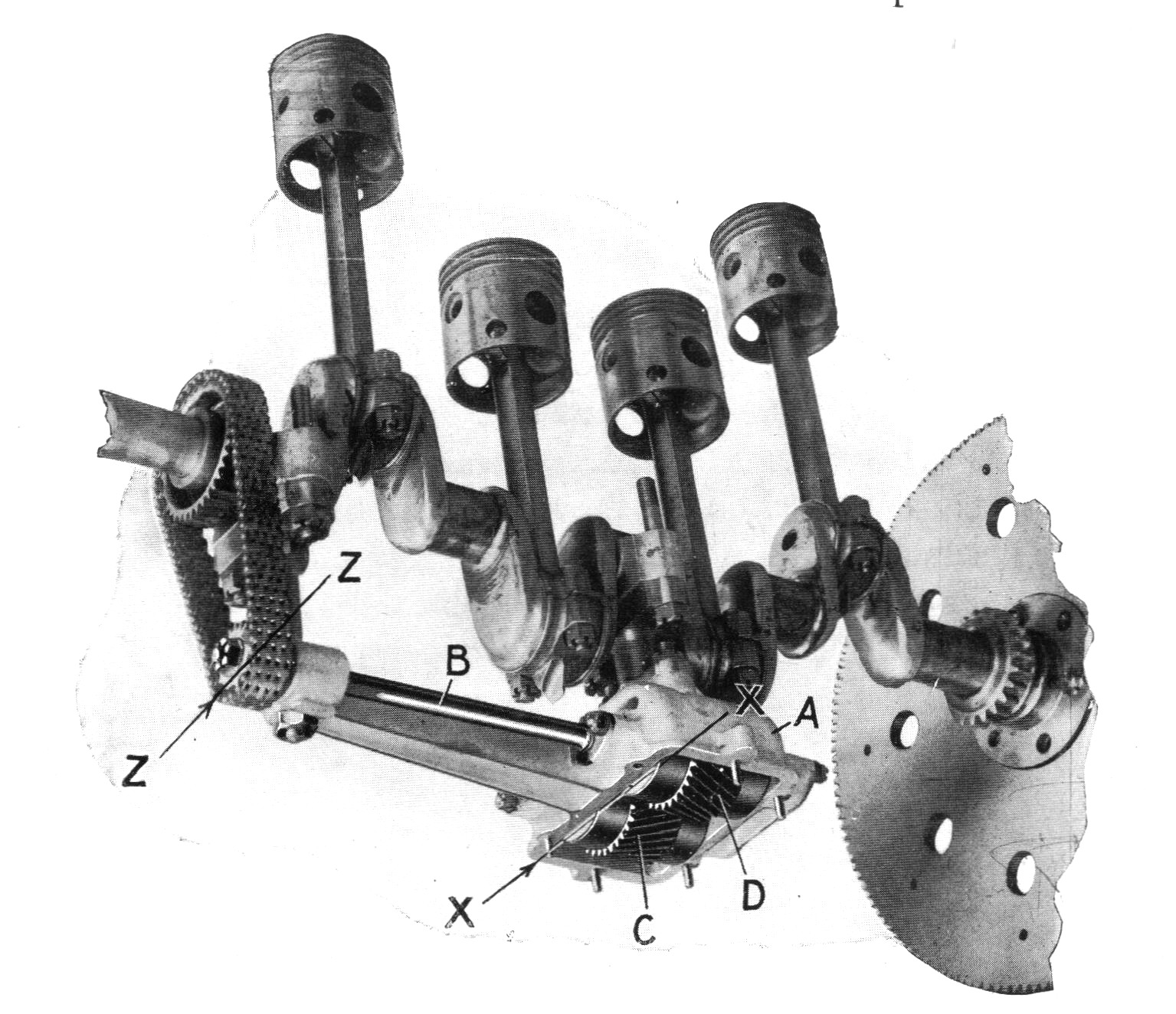
Система балансирного вала: дизайн 1922 року Lanchester Motor Company

Вібрація, спричинена вторинним дисбалансом, є відносно невеликою на нижчих обертах двигуна, але вона пропорційна квадрату швидкості двигуна, потенційно спричиняючи надмірну вібрацію на високих обертах двигуна. Для зменшення цих вібрацій у деяких двигунах використовуються балансувальні вали. Система балансирного вала найчастіше складається з двох валів з однаковою ексцентричною вагою на кожному валу. Вали обертаються з подвійною швидкістю двигуна та в протилежних напрямках один до одного, таким чином створюючи вертикальну силу, яка призначена для компенсації сили, спричиненої вторинним дисбалансом двигуна. Найбільш поширеним використанням балансирних валів є двигуни V6 і чотирирядні двигуни великого об'єму.

## Ефект розташування циліндрів
Для двигунів з більш ніж одним циліндром такі фактори, як кількість поршнів у кожному ряду, V-кут і інтервал запалювання, зазвичай визначають, чи присутній дисбаланс фаз зворотно-поступального руху або дисбаланс кручення.

### Прямі двигуни

Двигун прямолінійний з різними кутами колінчастого вала

У прямих здвоєних двигунах найчастіше використовуються такі конфігурації:
- Колінчастий вал на 360°: ця конфігурація створює найвищий рівень первинного та вторинного дисбалансу, еквівалентний рівню одноциліндрового двигуна.[5] Але рівномірний порядок запалювання забезпечує більш плавну подачу потужності (хоча і без перекриття тактів двигуна з більш ніж чотирма циліндрами).
- Колінчастий вал на 180°: ця конфігурація має первинний баланс, але нерівномірний порядок запалювання та пару хитання[6] також, вторинні дисбаланси вдвічі менші (і з подвійною частотою) порівняно з прямолінійним двигуном на 360°.
- Колінчастий вал 270°: ця конфігурація мінімізує вторинні дисбаланси; однак присутній дисбаланс основної площини обертання, і порядок стрільби нерівномірний. Звук вихлопу та потужність нагадують 90° V-подібний двигун.

Рядні чотирициліндрові двигуни (також звані чотирирядними двигунами) зазвичай використовують колінчастий вал під кутом вгору–вниз–вниз–вгору на 180° і мають такі характеристики:
- Інтервал стрільби ідеально регулярний (хоча силові удари не накладаються).
- Присутні первинний і вторинний дисбаланси зворотно-поступальної площини.
- Вторинні зворотно-поступальні сили високі через те, що всі чотири поршні перебувають у фазі з подвоєною частотою обертання.
- Противаги використовувалися на двигунах легкових автомобілів із середини 1930-х років[7] як повна противага або напівпротивага (також відома як напівпротивага).

П'ятирядні двигуни зазвичай використовують колінчастий вал під кутом 72° і мають такі характеристики:
- Абсолютно регулярний інтервал запалювання з накладенням силових ходів, що забезпечує більш плавний холостий хід, ніж двигуни з меншою кількістю циліндрів.
- Первинний і вторинний баланс зворотно-поступальної площини ідеальний.
- Присутні первинний і вторинний дисбаланси площини обертання.

Рядні шестициліндричні двигуни зазвичай використовують колінчастий вал під кутом 120°, порядок запалювання 1–5–3–6–2–4 циліндрів і мають такі характеристики:
- Абсолютно рівномірний інтервал стрільби з накладанням силових ударів. Використання двох простих випускних колекторів «три в одному» може забезпечити рівномірну продувку, оскільки в цьому відношенні двигун фактично поводиться як два окремі рядні тридвигуни.
- Первинний і вторинний баланс зворотно-поступальної площини ідеальний.
- Первинний і вторинний баланс обертової площини ідеальний.

### V-подібні двигуни

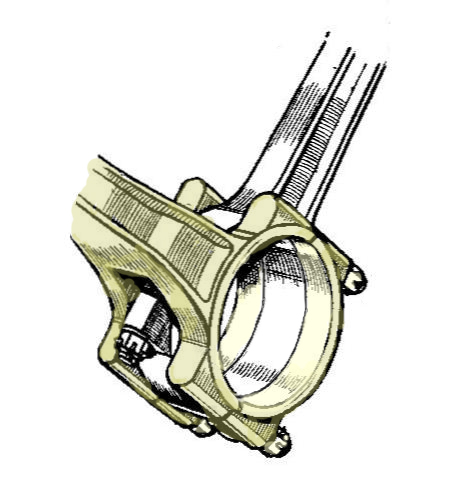
Вилково-лопатеві шатуни

Двигуни V-twin мають такі характеристики:
- Завдяки V-подібному куту 90 градусів і зміщеним кривошипним пальцям V-подібний двигун може мати ідеальний первинний баланс.
- Якщо використовується спільний шатун (наприклад, у V-подібному двигуні Ducati), колінчастий вал на 360° призводить до нерівномірного інтервалу спрацьовування. Ці двигуни також мають первинний дисбаланс площини зворотно-поступального руху та площини обертання. Якщо шатуни розташовані в різних місцях уздовж колінчастого вала (це має місце, якщо не використовуються шатуни з вилкою та лезом), це зміщення створює хитну пару всередині двигуна.

Двигуни V4 мають багато різних конфігурацій з точки зору кута «V» і конфігурації колінчастого вала. Деякі приклади:
- Двигуни Lancia Fulvia V4 із вузьким V-кутом мають зміщення шатунних цапф відповідно до V-кутів, тому інтервал запалювання збігається з рядним чотирициліндровим двигуном.
- Деякі двигуни V4 мають нерівномірний інтервал запалювання, і кожну конструкцію потрібно розглядати окремо з точки зору всіх елементів балансування. Двигун Honda RC36 має кут V 90° і колінчастий вал 180° з інтервалами запалювання 180°–270°–180°–90°, що призводить до нерівномірних інтервалів запалювання в межах 360 градусів і в межах 720 градусів обертання колінчастого вала. З іншого боку, двигун Honda VFR1200F має кут V 76° і колінчастий вал 360° зі спільними шатунними пальцями, які мають зміщення на 28°, що забезпечує інтервал запалювання 256°–104°–256°–104°. Цей двигун також має незвичайну орієнтацію шатуна спереду-заду-заду-переду, з набагато більшою відстанню між циліндрами («відстань між отворами») на передньому ряду циліндрів, ніж на задньому, що призводить до меншого коливання пар (за рахунок більшої ширини двигуна)[8].

Двигуни V6 зазвичай випускаються в наступних конфігураціях:
- Кут V 60°: така конструкція забезпечує компактний розмір двигуна, а коротка довжина колінчастого вала зменшує крутильні коливання. Дисбаланси обертової площини. Зсув лівого та правого рядів циліндрів (через товщину шатуна та кривошипної перегородки) ускладнює зменшення дисбалансу площини зворотно-поступального руху за допомогою противаг колінчастого вала.
- Кут 90° V: ця конструкція історично походить від відрізання двох циліндрів від двигуна V8 90°, щоб зменшити витрати на проектування та будівництво. Раннім прикладом є 3,3 л (200 дюйм3) і 3,8 л (229 дюйм3) Двигуни Chevrolet 90° V6, які мають колінчастий вал зі зміщенням на 18°, що призводить до нерівномірного інтервалу запалювання. У новіших зразках, таких як двигун Honda C, використовуються колінчасті пальці, зсунуті на 30°, що забезпечує рівномірний інтервал спрацьовування. Що стосується двигунів V6 з кутом V 60°, ці двигуни мають дисбаланс первинної площини зворотно-поступального руху та площини обертання, ряди циліндрів у шаховому порядку та менші вторинні дисбаланси.

## Паровози

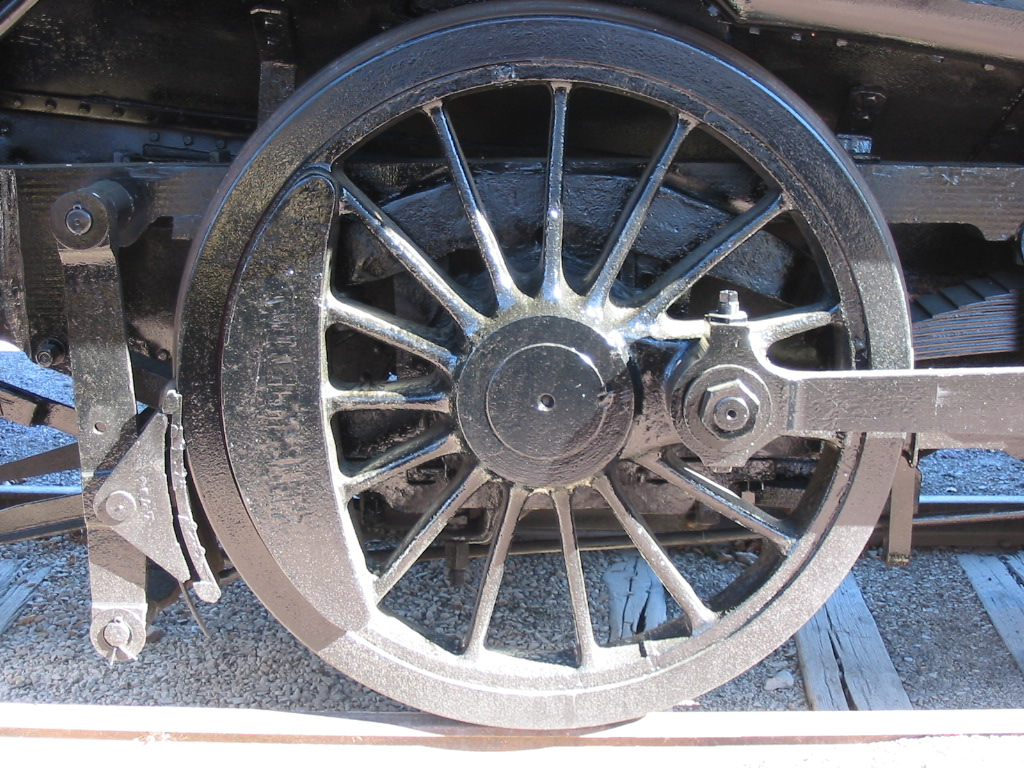
Ведуче колесо парового локомотива з балансиром у формі півмісяця

Цей розділ є вступом до балансування двох парових двигунів, з'єднаних ведучими колесами та осями, зібраними в залізничному локомотиві.
Вплив незбалансованої інерції в локомотиві коротко показано шляхом опису вимірювань рухів локомотива, а також прогинів у сталевих мостах. Ці вимірювання показують необхідність застосування різних методів балансування, а також інших конструктивних особливостей для зменшення амплітуд вібрації та пошкодження самого локомотива, а також рейок і мостів. Приклад локомотива є простим, нескладним, типом з двома зовнішніми циліндрами та клапанним механізмом, з'єднаними ведучими колесами та окремим тендером. Розглянуто лише базове балансування без згадки про вплив різного розташування циліндрів, кутів кривошипа тощо, оскільки методи балансування для три- та чотирициліндрових локомотивів можуть бути складними та різноманітними. Математичні способи лікування можна знайти в «подальшому читанні». Наприклад, «Балансування двигунів» Делбі описує лікування незбалансованих сил і пар за допомогою багатокутників. Джонсон і Фрай використовують алгебраїчні обчислення.